# Ceblepyris cinereus
Ceblepyris cinereus là một loài chim trong họ Campephagidae. Nó được tìm thấy ở Madagascar và quần đảo Mayotte khoảng 300 km về phía tây bắc Madagascar. Môi trường sống tự nhiên của nó là rừng khô hay rừng ẩm vùng đất thấp nhiệt đới hoặc cận nhiệt đới.
Phường chèo Comoros (Ceblepyris cucullatus) đôi khi được coi là một phân loài của nó.

## Phân loài
- C. c. cinereus (Statius Müller, 1776): Bắc và đông Madagascar.
- C. c. pallidus (Delacour, 1931): Tây và nam Madagascar.